# Défilé de Straiture
Le défilé de Straiture est une gorge unique dans le département des Vosges situé sur la commune de Ban-sur-Meurthe-Clefcy et où coule la Petite Meurthe.

## Toponymie
Straiture vient du mot latin resté en patois « strâ » qui signifie passage étroit.

## Géographie

### Situation
La vallée, étroite et encaissée, commence à quelques centaines de mètres à l'ouest du Grand-Valtin et continue sur 4 kilomètres dans la direction du nord-ouest.

### Climat
Au lieu-dit la Glacière l'on peut observer un microclimat froid où il est possible de trouver de la glace jusqu'en plein été permettant aux habitants d'autrefois de s'en servir pour la conservation des aliments.

### Géologie
Parcouru par la Petite Meurthe, le défilé de Straiture est composé d'alluvions fluvio-glaciaires, galets et sables. 

### Faune et flore
Ce secteur abrite une avifaune montagnarde (Faucon pèlerin et Grand-duc d’Europe) et la présence du lynx boréal est parfois signalée. Ses parois abruptes sont plantées de vieilles futaies de résineux et de hêtres. Les épicéas adultes bicentenaires d'une hauteur comprise entre 30 et 50 mètres, parmi les plus hauts d'Europe, ont été déracinés ou brisés le 13 mai 2015 par une tornade de type EF2.

## Histoire

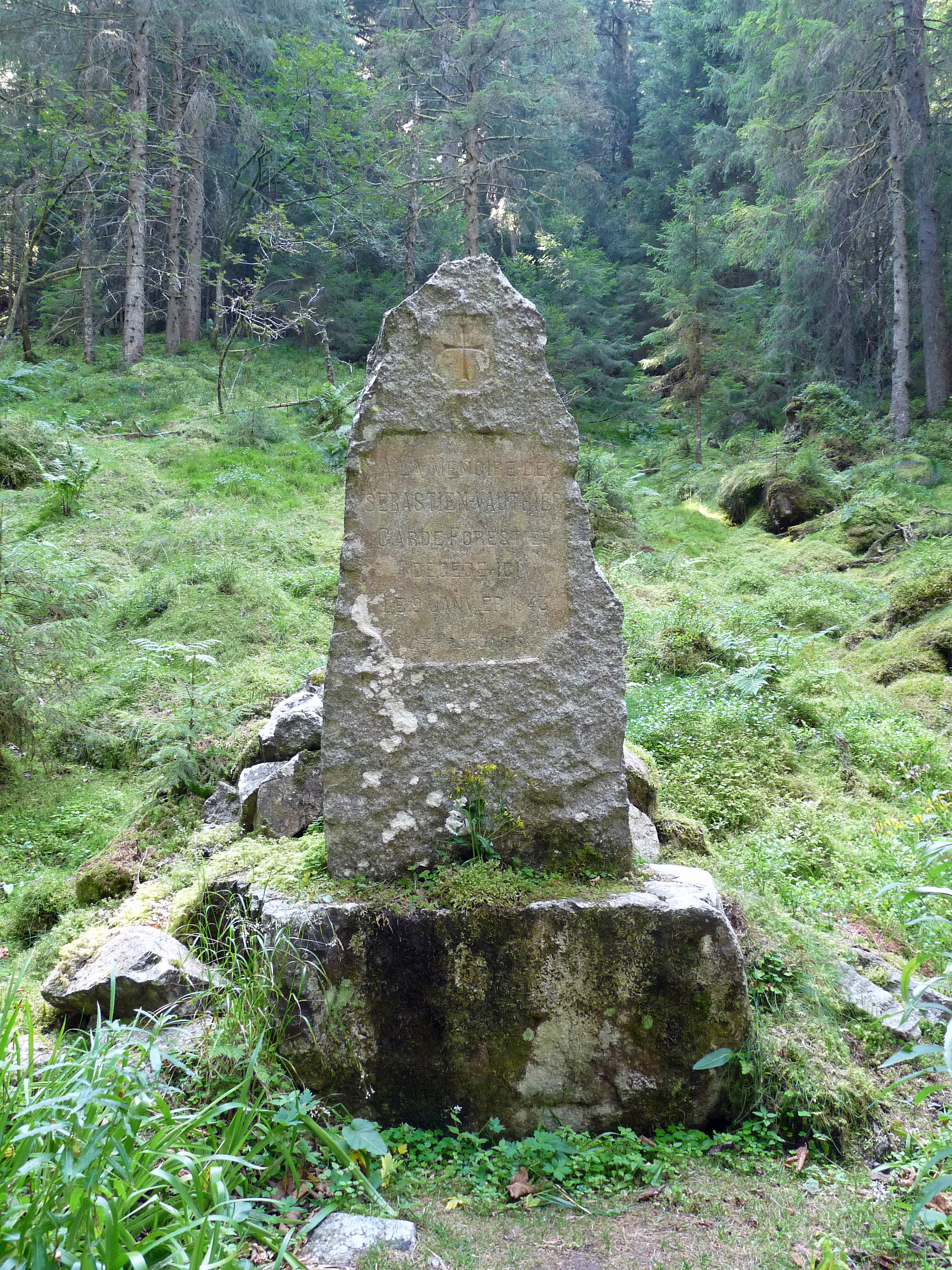
Monument du garde forestier.

Au défilé se dresse une stèle, monument érigé en souvenir du garde forestier Sébastien Vauthier mort dans la neige le 8 janvier 1843.

## Activités

### Randonnée
Ouvert au printemps 2008, le « sentier du Sagard » est un parcours de 4,2 kilomètres, jalonné de bornes explicatives et de panneaux, qui permet de découvrir la vallée, sa géologie et sa flore.
Endroit très ombragé, il est possible de pique-niquer l'été au Pierrier de la Glacière.

### Protection
Un arrêté du 17 mars 2008 classe le « site Natura 2000 massif de Haute Meurthe, défilé de Straiture » (zone spéciale de conservation FR 4100198).
Dans le défilé de Straiture se trouve la scierie du Lançoir, un ancien haut-fer hydraulique équipé d'une turbine Canson-Montgolfier, inscrit aux monuments historiques en 1997.

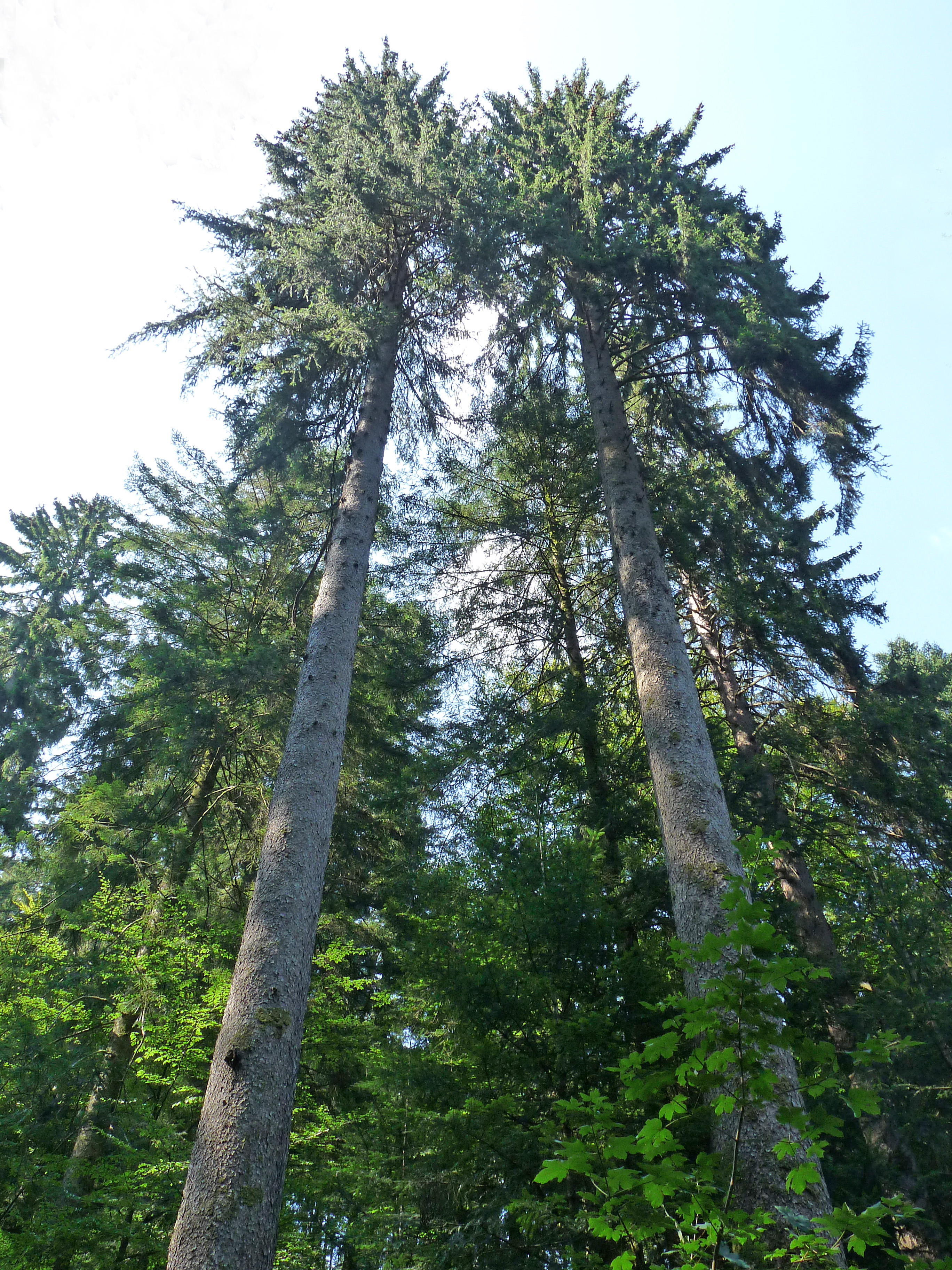
Grands épicéas.
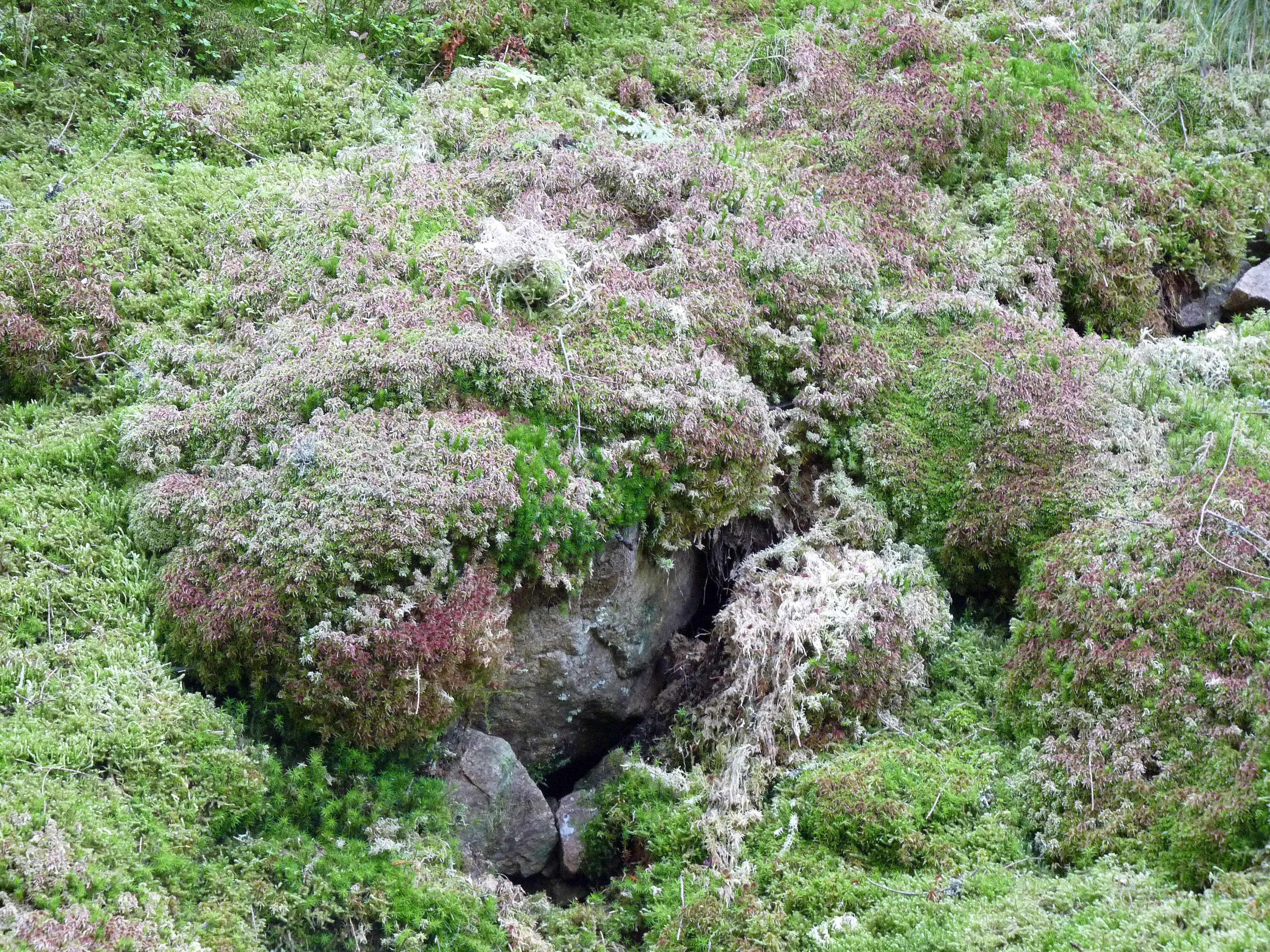
Coussins de sphaignes rouges.
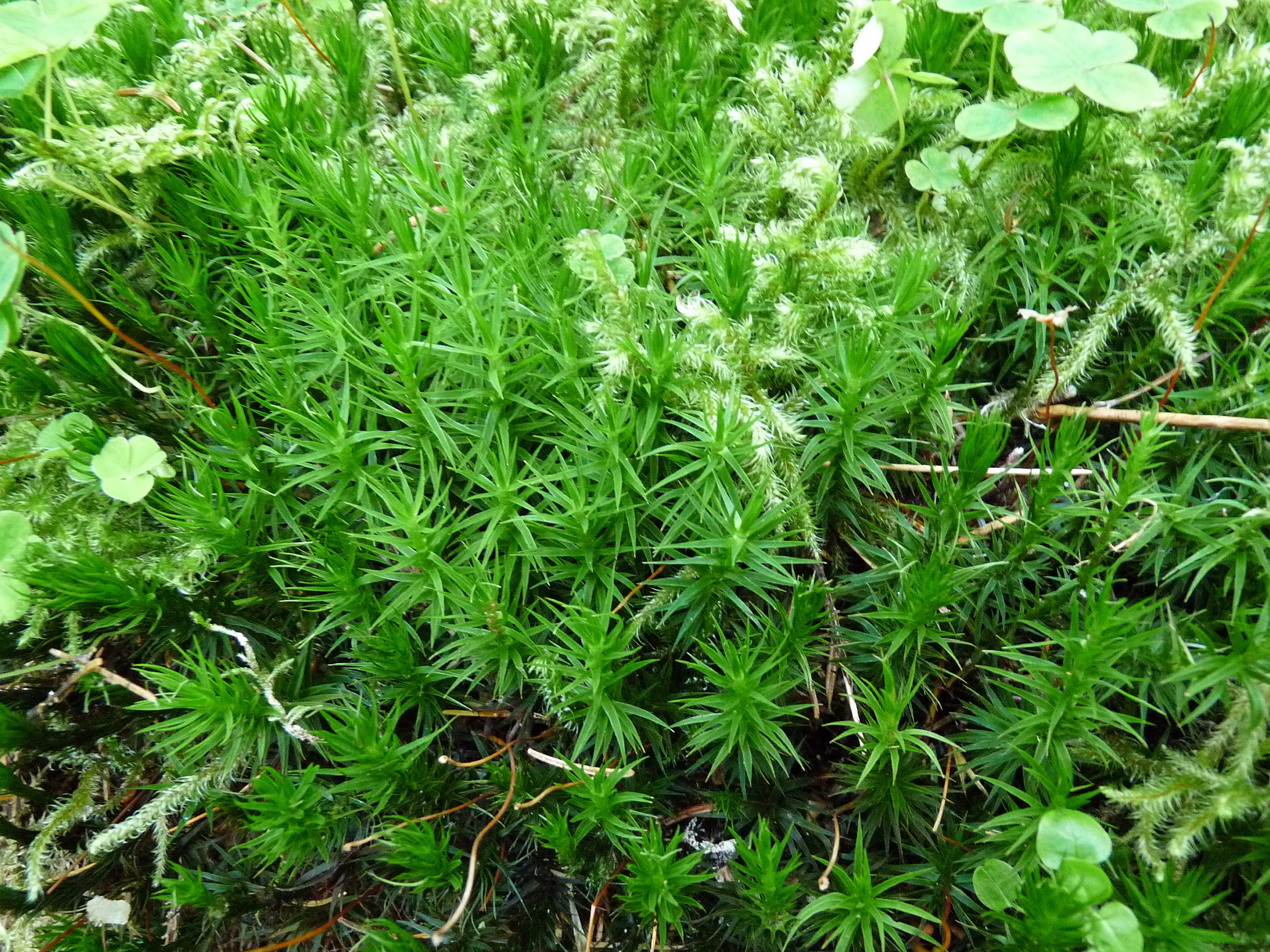
Polytric élégant.
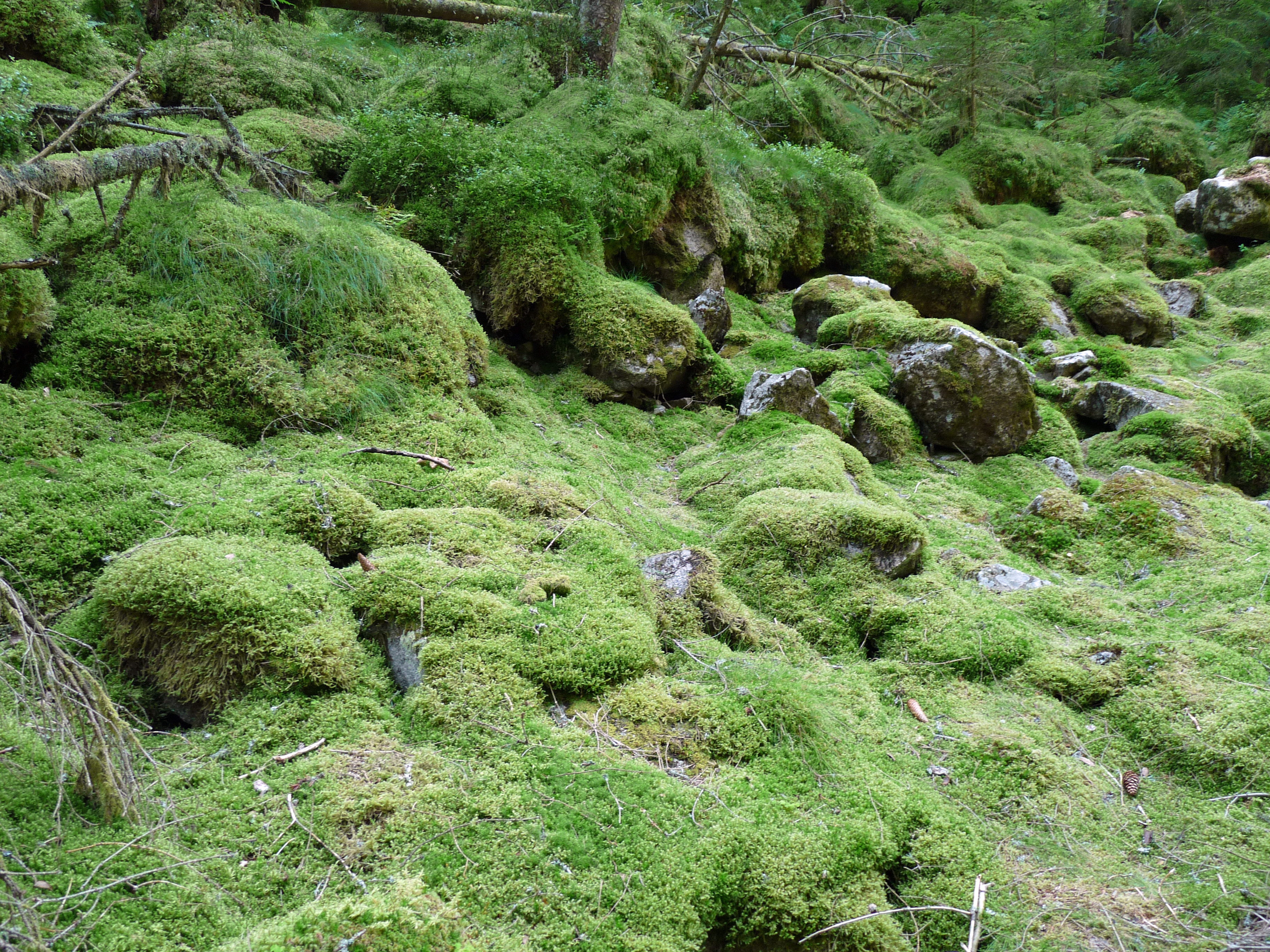
Lieu-dit la Glacière.